# Chotovický vrch
Chotovický vrch (německy Kottowitzberg) je dominantní kopec jižně od města Nový Bor v okrese Česká Lípa. Je vysoký 498 m n. m., součást Cvikovské pahorkatiny, zalesněn, bez vyznačené cesty k vrcholu.

## Popis

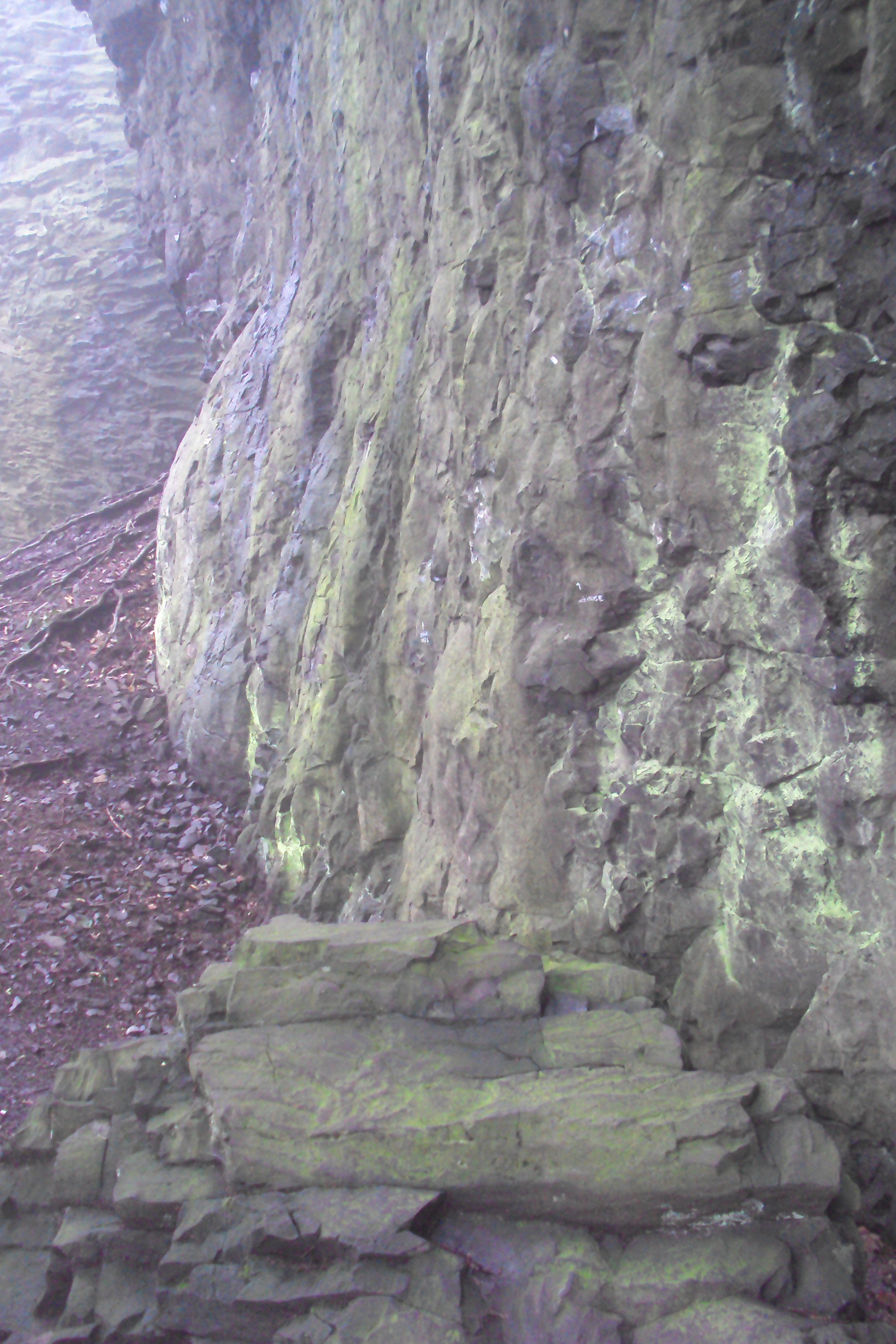
Skalní stěny pod vrcholem

Zalesněný čedičový kopec je uprostřed trojúhelníku, v němž severní vrchol je město Nový Bor, východním cípem je obec Chotovice a západním obec Skalice u České Lípy. Zhruba 1 km jihozápadně je podobný, jen o málo nižší Skalický vrch (485 m). Kolem obou kopců je vytyčena Naučná stezka po památkách obce Skalice u České Lípy. Ve zmíněném trojúhelníku je ještě jeden, nižší kopec, Lípovec (427 m), vzdálený jen 0,7 km jjv. Vrchol kopce náleží do katastru Chotovice u Nového Boru 653338.

## Historie
Kopec měl dříve různé názvy, Lužický vrch či Kašparův vrch (Kasperberg), lidově nazývaný "Kašpák". Na jeho svazích a úpatí se odehrála v 18. až 20. století řada událostí, spojených s vojskem. Vojáci zde tábořili i bojovali a proběhla zde v roce 1918 rozhodující přestřelka účastníků Rumburské vzpoury. Některé události jsou zachyceny v názvech jednotlivým míst. Kdysi byla na severní straně vybudována cesta a upravená vyhlídka.
Při cestě k vodárně po asfaltové komunikaci od autobusové zastávky se po pravé straně cca 40 m od komunikace nachází hrob francouzského vojáka (Jean Henri de Valmont), který zde byl zastřelen v roce 1813. Na severní straně kopce byl v roce 1963 vybudován skokanský můstek K20. Ještě v 70. letech 20. století se zde skákalo až do silné vichřice v roce 1977, kdy byla věž skokanského můstku zničena a nebyla již znovu obnovena. Doskočiště končící na hraně potoka, včetně hrany můstku, je patrné dodnes.

## Horolezectví
Takzvaný Kašparák nebo též Kašpák je označení samostatného horolezeckého sektoru v horolezecké oblasti Novoborsko. Na čedičových skalách ve vrcholových partiích Chotovického vrchu, dosahujících výšky až 17 metrů, je vyznačeno a popsáno celkem 97 lezeckých cest nejrůznějších stupňů obtížnosti – od nejlehčího stupně 1 až po stupeň 9+ stupnice UIAA.

## Přístup
Na vrchol již žádná schůdná cesta nevede. Lze odbočit a vyšplhat z naučné stezky Po památkách Skalice, nebo využít odbočky z silnice I/9 k vodárně na patě kopce a vystoupat 200 m odtud. Vrcholové partie jsou tvořené rozeklanými velkými balvany, čedičovými stěnami, sutí a jsou zarostlé. Výhledu z vrcholu brání stromy.

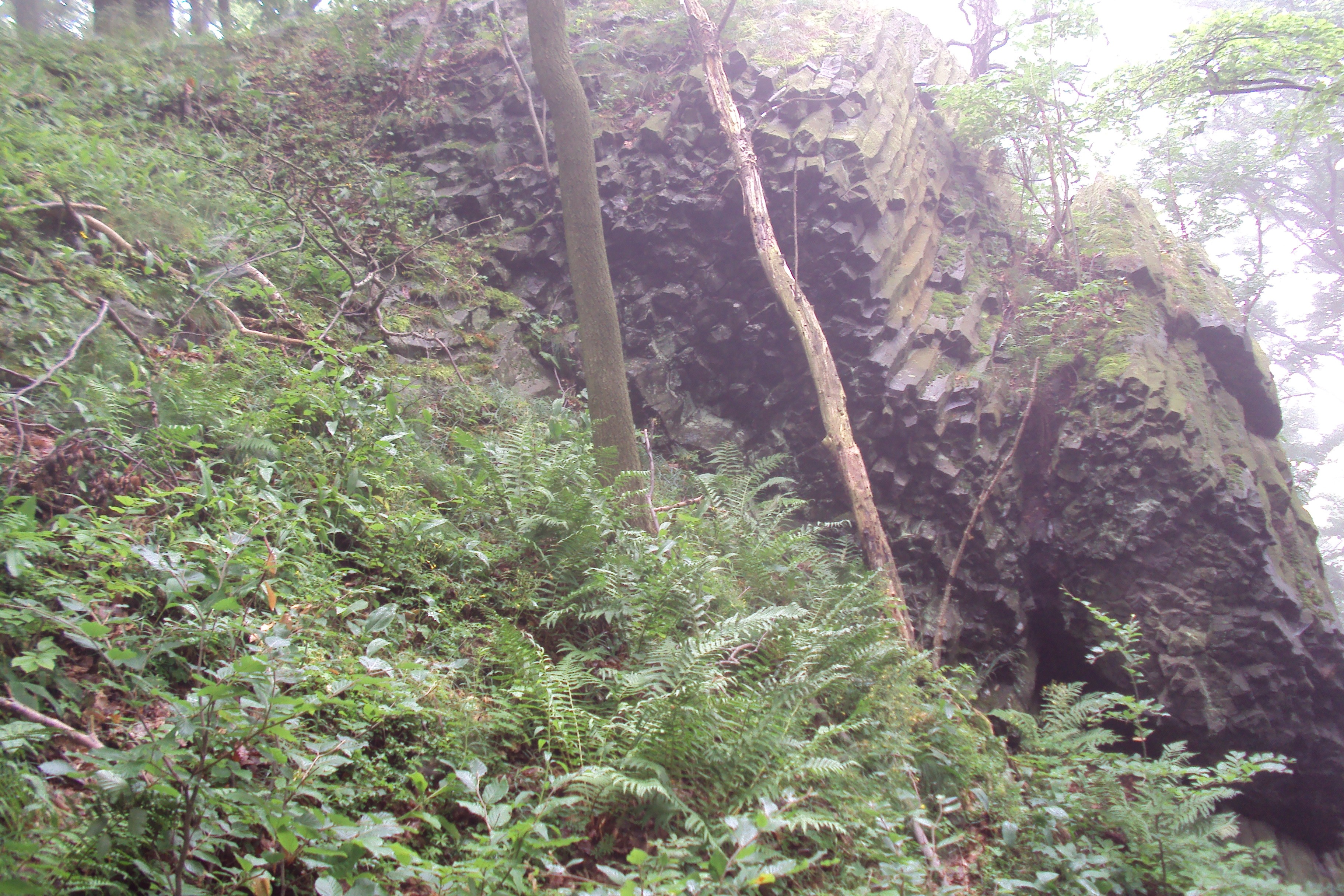
Čedičové varhany pod vrcholem